# 성빈 지씨
성빈 지씨(誠嬪 池氏, 생몰년 미상)는 조선 초기 정종의 후궁이다. 친언니는 진안대군(鎭安大君)의 부인 삼한국대부인 충주 지씨(三韓國大夫人 忠州 池氏)이다.

## 가족 관계

### 친가
- 조부 : 지흡(池翕)
- 부 : 지윤(池奫, ? - 1377년)
- 모 : 순흥 안씨
  - 오라비남(娚) : 지익겸(池益謙)
  - 오라비남(娚) : 지득린(池得鱗)
  - 언 니자(姊) : 삼한국대부인(三韓國大夫人 ) - 조선 태조의 장남, 진안대군의 부인

### 시댁(媤宅)
- 시부 : 태조대왕, 대한(大韓) 태조고황제, 조선 건국조
- 시모 : 신의왕후, 대한(大韓) 신의고황후 한씨
  - 시아주버니시형 : 진안대군 이방우(鎭安大君 李芳雨), 조선 태조의 장남
  - 시동생시제 : 익안대군 이방의(益安大君 李芳毅)
  - 시동생시제 : 회안대군 이방간(懷安大君 李芳幹)
  - 시동생시제 : 정안대군 이방원(靖安大君 李芳遠), 태종, 조선 제3대 국왕
  - 시동생시제 : 덕안대군 이방연(德安大君 李芳衍)
  - 媤女시누이, 소고(小姑) : 경신공주 (慶愼公主)
  - 媤女시누이, 소고(小姑) : 경선공주 (慶善公主)
- 국왕 : 정종대왕, 조선 제2대 국왕
  - 장남 : 덕천군 후생(德泉君 厚生, 1397년 ~ 1465년)
  - 차남 : 도평군 말생(桃平君 末生, 1402년 ~ 1439년)

## 능묘
- 성빈단(誠嬪壇), 고양시 덕양구 오금동(산막골마을)에 의단의 건립하고 제향.
  - 능묘, 황해도 개풍군 광덕산
  - 의단, 북위 37° 40′ 5.718″ 동경 126° 55′ 18.8574″ / 북위 37.66825500°  동경 126.921904833° 
  - 의평군 이원생 참조.

## 성빈 지씨가 등장한 작품
- 《용의 눈물》 KBS (1996년~1998년)